# Куче-Малі
Куче-Малі (пол. Kucze Małe) — село в Польщі, у гміні Єдвабне Ломжинського повіту Підляського воєводства.
Населення — 77 осіб (2011).
У 1975-1998 роках село належало до Ломжинського воєводства.

## Демографія
Демографічна структура станом на 31 березня 2011 року:
|          | Загалом | Допрацездатний вік | Працездатний вік | Постпрацездатний вік |
| -------- | ------- | ------------------ | ---------------- | -------------------- |
| Чоловіки | 44      | 10                 | 29               | 5                    |
| Жінки    | 33      | 4                  | 17               | 12                   |
| Разом    | 77      | 14                 | 46               | 17                   |